# Gregorio Caccia
Gregorio Caccia (Palermo, 14 giugno 1815 – Roma, 17 ottobre 1896) è stato un magistrato e politico italiano.